# سیستوفت، اسکووبی
سیستوفت (به دانمارکی: Systofte Skovby) یک منطقهٔ مسکونی در دانمارک است که در شهرداری گالدبورگساند واقع شده‌است. سیستوفت ۳۴۵ نفر جمعیت دارد.